# 浙江古籍出版社
浙江古籍出版社，是中华人民共和国的一家出版社，现位于浙江杭州体育场路347号5楼。

## 沿革
1983年10月成立，位于浙江省杭州市体育场路169号。该出版社以出版当地所藏古籍，方志以及古典文学、文史工具书、文史知识性读物等为特点。1986年，刘耀林担任社长，期间主持出版《黄宗羲全集》、《李渔全集》等丛书。2000年，浙江出版联合集团成立，浙江古籍出版社划归为集团公司。

## 外部連結
- 官方网站